# Ralston Creek (Uncompahgre)
Pour les articles homonymes, voir Ralston Creek.
La Ralston Creek est un cours d'eau américain qui s'écoule dans le comté d'Ouray, au Colorado. Ce ruisseau se jette dans l'Uncompahgre, qui fait partie du système hydrologique du Colorado. Tout son cours est protégé au sein de la forêt nationale d'Uncompahgre.